# Bostra albilineata
Bostra albilineata är en fjärilsart som beskrevs av W. Warren 1891. Bostra albilineata ingår i släktet Bostra och familjen mott. Inga underarter finns listade i Catalogue of Life.